# تعلم
التَّعَلُّم من الناحية اللغوية مشتق من الفعل الخماسي تَعَلَّمَ ، أما من الناحية الاصطلاحية هو عملية تغير شبه دائم في سلوك الفرد لا يلاحظ بشكل مباشر لكن يستدل عليه من السلوك ويتكون نتيجة الممارسة، كما يظهر في تغير الأداء لدى الكائن الحي. ويعرف أيضا على أنه عملية تذكر وتدريب للعقل وتعديل في السلوك.
- التعلم هو عملية تلقي المعرفة، والقيم والمهارات من خلال الدراسة أو الخبرات أو التعليم مما قد يؤدي إلى تغير دائم في السلوك، تغير قابل للقياس وانتقائي بحيث يعيد توجيه الفرد الإنساني ويعيد تشكيل بنية تفكيره العقلية.

## مفهوم التعلم

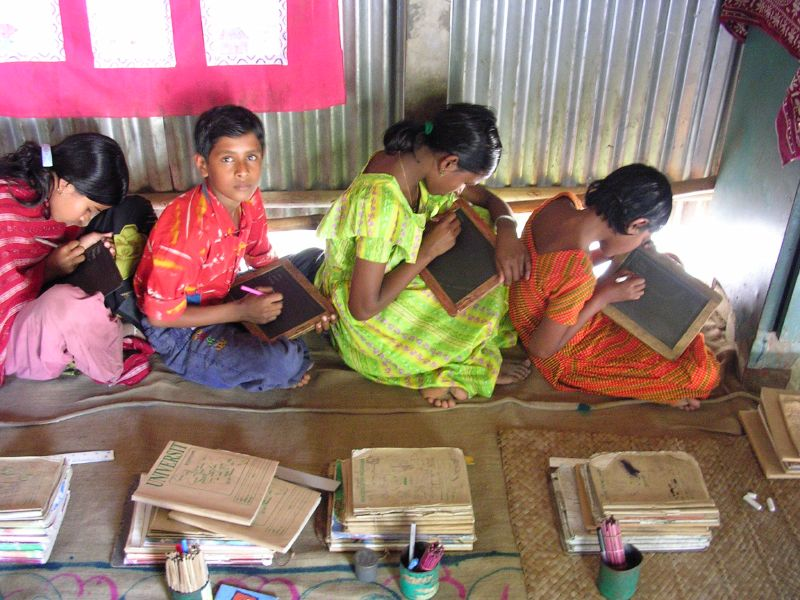
أطفال يتعلمون في مدرسة قروية في بنغلاديش

باعتبار مصطلح التعلم مرتبط بالتربية، فجميع التعاريف حول مفهوم التربية: هو كل فعل يمارسه الشخص بذاته يقصد من ورائه اكتساب معارف ومهارات وقيم جديدة تساعده علي تنمية قدراته علي الاستيعاب والتحليل والاستنباط.
لهذا يجب التفريق بين مصطلحي تعليم وتعلم، فهما ملتصقان لدرجة الخلط بينهما.
التعليم عملية يقوم بها المعلم لجعل الطالب يكتسب المعارف والمهارات وبصيغة بسيطة: المعلم يمارس التعليم والطالب يمارس التعلم.
ينظر علماء نفس الإدراك إلى التعلم بأنه عملية تنسيق وبرمجة للمعلومات التي يستقبلها الإنسان عن طريق حواسه الخمسة، والقيام بتخيلها وإدراكها وتحليلها وتفسيرها وتقويمها وتبويبها في فئات، ثم تخزينها في الذاكرة طويلة الأمد، وذلك من أجل استرجاعها عند الحاجة. وبهذا المفهوم فهم لا يرون الإنسان متعلما إلا إذا استخدم عقله، وعالج المعلومات التي يتعلمها بطريقة صحيحة، وقام بتخزينها في ذاكرته بطريقة تساعده على استرجاعها وقت الحاجة.
أما علماء الاجتماع فهم يرون التعلم بأنه عملية اكتساب الثقافة التي ينتمي لها الفرد، واكتساب أخلاق المجتمع الذي يعيش فيه، وتقمص عاداته وتقاليده وقوانينه وهويته وطريقة حياته، ومشاركته في العمل والبناء.
وعلماء البيئة يرون التعلم بأنه نتيجة لإدراك متبادل وتفاعل بين الفرد وبيئته، إنه إدراك لما تقدمه البيئة له وما يقدمه لها؛ ولذا فإن قدرة الفرد على إدراك البيئة والتفاعل معها وما يحدثه فيها من تغييرات، والمحافظة عليها، ما هو إلاَ انعكاس لتعلمه.
وأيا كانت مفاهيم التعلم فالكل يدرك أن التعلم بحاجة إلى تفكير وتدبر وإمعان في الشيء المتعلم، وبحاجة إلى نشاط وحركة وعمل دائب، وبحاجة إلى حب ورغبة وتفاعل مع الموقف التعليمي، وبحاجة إلى بذل الجهد والوقت والطاقة في الشيء المتعلم، وبحاجة لأن يكون الطالب إيجابيا نشطا متحمسا محبا للتعلم، وبحاجة لأن يعكس ما يتعلمه على الآخرين ويستفيد منه ويفيد الآخرين.

## أهمية التعلم
- ففي ميدان التربية، نجد الاهتمام موجها من قبل التربويين نحو العملية التربوية، وهي العملية التي تقوم على إكساب النشء المعلومات وتنمية المهارات لديهم، وإكسابهم المعايير والقيم. ولاشك أن ازدياد فهم التربويين للتعلم وطبيعته يؤدي إلى رفع كفاءة العملية التربوية.
- وفي ميدان الصناعة، يمكن الاستفادة من قوانين ومبادئ التعلم في مجال التدريب المهني للعمال وإكسابهم مهارات العمل وعاداته السليمة، وخفض إصابات العمل الناتجة عن التعلم القاصر للمهارات، كما يمكن الاستفادة من بحوث التعلم الخاصة بأثر الحوافز على معدل الأداء ودقته ورفع كفاءة العاملين.
- أما في ميدان الاضطرابات النفسية فيمكن الاستفادة من نظريات التعلم في تفسير نشأة الكثير من الاضطرابات السلوكية، كما أن العلاج السلوكي بالنظر إلى الاضطرابات السلوكية على أنها عادات خاطئة اكتسبها الفرد في ظروف معينة ومن ثم فإن تغيير هذه العادات يعتمد على مبادئ التعلم.

## شروط التعلم
1. الرغبة: بمعنى أنه كلما قويت رغبت الفرد وإرادته في التعلم، ساعد ذلك على بذله للجهد، وعلى إثارة نشاطه العقلي للإفادة من الخبرات المحيطة به[5]
2. الممارسة: يعتمد التعلم على الممارسة فالإنسان لا يتعلم إلا ما يمارسه بنفسه من مهارات. فتعلم السباحة لا يمكن أن يتحقق عن طريق المشاهدة، وإنما بممارسة السباحة والتدريب على حركاتها.[6]
3. النضج: لا يتحقق التعلم إلا إذا كان مستوى نضج الفرد يمكنه من القيام بالنشاط اللازم للتعلم، وقد يكون هذا النضج عقليا أو فسيولوجيا، أو انفعاليا إو اجتماعيا، حسب نوع النضج الذي يتطلبه نوع التعلم المراد تحقيقه.[6]

## أساليب التعلم
التعلم الذاتي:
هو أحد اساليب اكتساب الفرد للخبرات بطريقة ذاتية دون معاونة أحد أو توجيه من أحد، أي ان الفرد يعلم نفسه بنفسه، والذاتية هي سمة التعلم فالتعلم يحدث داخل الفرد المتعلم فان كان ذلك نتيجة خبرات هياها بنفسه كان التعلم ذاتيا وان كان نتيجة خبرات هياها له شخص اخر كالمعلم مثلا كان التعلم ناتجا عن تعليم ذاتي وهناك طرق عديده للتعلم الذاتي منها التعلم البرنامجي والتعلم بالموديلات والتعلم الكشفي غير الموجه.. وغير ذلك. ومن الدراسات في هذا المجال:
- سليمان الخضري الشيخ 1980 «التعلم الذاتي: طريقة للتعليم في الجامعة».
- يعقوب حسين نشوان 1988 «اثر استخدام طريقة التعلم الذاتي بالاستقصاء الموجه على تحليل المفاهيم العلمية لدى تلاميذ المرحلة المتوسطة بمدينة الرياض».
- ايناس عبد المقصود تهامي ذياب 1994 «برنامج مقترح للتعلم الذاتي في المواد الاجتماعية لتنمية مهارات التفكير الإبداعي لدى تلاميذ الحلقة الثانية من التعليم الاساسي».
- عبد العال حامد عبد العال عجوه 1995 «الحاجة للمعرفة، التعقيد في العزو والقابلة للتعلم الذاتي».
- محمد نزيه محمود الرديني واخرون 1995 «التعلم الذاتي ومتغيرات العصر».

يعد أسلوب التعلم الذاتي أحد أساليب التدريس التي يمكن أن يعتمد فيها المتعلم ذاته في تحقيق أهدافه التعليمية، حيث يتيح له فرصة الحصول على المعلومات بنفسه، ويمكنه من اكتساب العديد من المهارات، وتكوين إتجاهات إيجابية نحو التعلم وذلك من خلال توجيهه إلى القراءة والبحث والإطلاع والحصول على المعلومات من مصادرها المتنوعة والتمييز بينها ووزن الأدلة والبراهين وغيرها.
التعلم الإلكتروني:

عبارة عن أسلوب يركز على إدخال التكنولوجيات المتطورة في العمل التدريسي، وتحويل الفصول التقليدية إلى فصول افتراضية عن طريق استخدام الشبكات المحلية، أو الدولية، وتكنولوجيا المعلومات.
التعلم التعاوني: 

أسلوب يعتمد على تقسيم تلاميذ الفصل الواحد إلى مجموعات صغيرة غير متجانسة، وتضم كل مجموعة من (2-6) تلاميذ ويتطلب منهم العمل سويا والتفاعل فيما بينهم بحيث يعلم بعضهم بعضا متحملين مسؤولية تعلمهم وتعلم زملائهم وصولا إلى تحقيق الأهداف المرجوة وتحت إشراف وتوجيه المعلم.

## العوامل المؤثرة في التعلم
1. التهيؤ العقلي والنفسي.
2. تنظيم.
3. المعلم.
4. المدرسة.
5. البيئة.
6. الاسرة.

## الركائز الأساسية لعملية التعلم
1. الدافع: لكل إنسان دافع وهدف يعيش من أجله فطالب العلم يكون هدفه الحصول على الشهادة وهذا دافع يدفعه لزيادة حصيلته من العلم وأيضا ليحقق العلم يجب أن يكون لديه هدف.
2. استخدام المكافأة: من طبيعه الإنسان أنه يحب أن يلاقي التشجيع والمكافأة فكلما وجد الإنسان التشجيع زاد حبه للعلم وزادت رغبته في الحصول على العلم.
3. التدريب: عملية التدريب عملية مهمه في التعلم فكلما كثف الطالب التدريب كلما قلة نسبة اخطاءه وكلما قلّت نسبة اخطاءه زادت نسبة التعلم لديه.
4. التقسيم: عملية التقسيم والتجزئة تلعب دور مهم في عملية التعلم فكلما قسم الطالب الموضوع والوقت كلما سهلة عليه التعلم.
5. المشاركة: للمشاركة أيضا دور مهم في عملية التعلم فمن الضروري مشاركة الطالب في الفصل الدراسي سواء كانت المشاركة فعاله أو غير فعاله فالمشاركة بحد ذاتها تجعل الطالب يفكر ليتعلم.
6. النصح والإرشاد: إرشاد المعلم للمتعلم امر مهم فعندما يقوم المعلم بإرشاد الطالب يجعل الطالب يعرف الطريق الصحيح للعلم.
7. البيئية: تهيئة البيئة الصحية والمناسبة لطالب العلم تساعد على سرعة الاستيعاب وتزيد من قدرته التحصيلية وقدرته علي التفاعل والإدارة.

## نظريات التعلم
يمكن تقسيم نظريات التعلم بشكل عام إلى قسمين:
1. النظريات الترابطية: وهي ترى أن عملية التعلم تتلخص في تقوية الروابط بين المثيرات والاستجابات.
  1. التعلم الشرطي
  2. التعلم الشرطي الوسيلي
  3. التعلم بالمحاولة والخطأ
2. نظرية الجشطلت: وهي ترى أن عملية التعلم عملية فهم وتبصير واستبصار قبل كل شيء
  1. التعلم بالتقليد

كما أنه النضج والدافعية والممارسة هم من شروط التعلم
ويوجد بعض الشروط الأخرى مثل تتابعات المواد التعليمية والدلالة على المتعلم وخصائص المتعلمين والموقف التعليمي.

## تعلم الآلة
الحاسوب أيضا من الممكن أن يعد سلوكه بناء على الخبرة السابقة التي مر بها، تعلما وهذا مايسمى بالذكاء الصناعي.